# Tocileni (okręg Botoszany)
Tocileni – wieś w Rumunii, w okręgu Botoszany, w gminie Stăuceni. W 2011 roku liczyła 1158 mieszkańców.